# Ravil Maganov
Ravil Oulfatovitch Maganov (en russe : Равиль Ульфатович Маганов ; en tatar : Равил Өлфәт улы Мәганов, Ravil Ölfät ulı Mäganov), né le 25 septembre 1954 à Almetievsk (République socialiste soviétique autonome tatare, URSS) et mort le 1er septembre 2022 à Moscou (Russie), est un homme d’affaires russe, dirigeant historique de la compagnie pétrolière Lukoil.

## Biographie
Diplômé de l'université d'État du pétrole et du gaz de Moscou en 1977, Ravil Maganov fait partie des fondateurs de Lukoil, en novembre 1991. Selon l'entreprise, c'est lui qui aurait imaginé et proposé le nom de Lukoil. Après avoir occupé plusieurs postes de direction (vice-président de la production pétrolière en 1994, premier vice-président exécutif de l'entreprise en 2006), il est nommé président du conseil d'administration en 2020.
Sa disparition fait l'objet d'informations contradictoires, dans le contexte de l'invasion de l'Ukraine par la Russie en 2022, alors que Lukoil a pris position contre cette guerre dès le mois de mars et que son président Vaguit Alekperov a démissionné de ses fonctions en avril. Selon Lukoil, Maganov serait décédé « après une grave maladie », alors que les agences de presse russes Tass et Interax évoquent une « chute depuis sa chambre d'hôpital »,.